# Muerte de Naya Rivera
El 8 de julio de 2020, la actriz y cantante estadounidense Naya Rivera fue reportada como desaparecida después de que no regresara de una excursión en bote en el Lago Piru, cerca a su casa en California. Poco después, el bote que rentó y su hijo Josey Dorsey, de en ese entonces 4 años, fueron localizados. Dorsey se encontraba ileso. Al día siguiente, empezó una búsqueda exhaustiva encabezada por distintos organismos de seguridad de California, que manejaban la principal hipótesis de que Rivera había muerto el día de su desaparición. La búsqueda duró hasta la mañana del 13 de julio, cuando su cuerpo fue encontrado y se declaró su muerte por causa de ahogamiento a la edad de 33 años. Su muerte fue declarada accidental, después de que la investigación determinara que Rivera se sacrificó para salvar la vida de su hijo. En noviembre de 2020, el exesposo de Rivera, Ryan Dorsey, presentó una demanda por homicidio culposo en contra del condado de Ventura y la administración del Lago Piru.
La forma pública en que se realizó la investigación y la fama de Rivera contribuyeron a la amplia atención que pusieron los medios sobre los acontecimientos que sucedieron antes y después de que su cuerpo fuera encontrado. Rivera era reconocida por su participación en la popular serie de televisión Glee, y fue la tercera actriz de esa producción en morir antes de los 40 años. Su cuerpo fue encontrado en el aniversario de la muerte de su compañero de serie Cory Monteith en 2013. Como consecuencia de su muerte, las autoridades prohibieron nadar en el Lago Piru. Antes de Rivera, varias personas habían muerto ahogadas en el lago.

## Antecedentes
El Lago Piru es un reservorio artificial localizado en el Bosque Nacional Los Padres en el condado de Ventura, California, y se alimenta del Río Santa Clara. Desde 1993, el Lago Piru solía ser el único lago en el condado donde era permitido nadar, a pesar de que ha habido múltiples ahogamientos desde entonces. El área recreativa del Lago Piru fue cerrada al público a partir del 4 de abril de 2020 y durante algunos meses debido a la pandemia de COVID-19. Finalmente fue reabierta el 1 de julio. La actriz Naya Rivera había frecuentado el lago durante varios años y, de acuerdo con la investigación realizada por la policía del condado de Ventura, lo consideraba como un “santuario”.
Rivera era una nadadora recurrente. Sufría de vértigo, condición que podría empeorar al nadar, pero que estaba tratando en el Centro Médico Cedars-Sinai, y había logrado controlar con medicamentos, Rivera era una navegante experimentada y había estado haciendo excursiones similares desde que era pequeña. En una entrevista realizada en el año 2017, Rivera contó una experiencia aterradora que vivió durante uno de sus viajes en barco, cuando el ancla del barco de su familia se atascó y su padre se lesionó con la hélice tratando de liberarlo. Entre 2009 y 2015, Rivera fue una de las protagonistas de la serie de televisión Glee, sobre un grupo de coro de secundaria. En 2013 y 2018, otros jóvenes actores de la serie, Cory Monteith y Mark Sailing, respectivamente, fallecieron.

## Ahogamiento
La madre de Rivera, Yolanda Previtire, dijo que Rivera y su hijo de 4 años, Josey Dorsey, estaban planeando realizar una parilla en el Lago Piru el 8 de julio de 2020, antes de rentar el bote cuando llegaron. Partieron del muelle alrededor de la 1:00 p. m. PDT, y se esperaba que regresaran a las 4:00 p. m., tres horas después de que partieran del muelle; al notar que no regresaban, la búsqueda empezó. Dorsey fue encontrado alrededor de las 5:00 p. m., solo y dormido en el bote, usando un chaleco salvavidas. Cuando la policía del condado de Ventura lo entrevistó, Dorsey dijo a los investigadores que él y Rivera habían saltado juntos al lago para nadar, pero su madre rápidamente le dijo que subiera de nuevo al bote. Éste había comenzado a desviarse y balancearse violentamente mientras estaban en el agua debido al viento, que, según la demanda de Ryan Dorsey, alcanzó velocidades de hasta 34 km/h (21 mph) esa tarde. Los reportes de la policía indican que Josey Dorsey recuerda haber sido ayudado por Rivera a subir nuevamente al bote, pero ella no fue capaz de subirse y posteriormente desapareció en el agua, mientras que la demanda afirma que Dorsey subió al bote sin ayuda mientras su madre luchaba por hacer lo mismo. Ambos relatos afirman que Dorsey vio a su madre acercarse y pedir ayuda; Él buscó una cuerda para ayudarla mientras ella luchaba por subir. También afirmó que ella no llevaba chaleco salvavidas.
El sheriff del condado de Ventura sugirió que es muy probable que Rivera y Dorsey se hayan encontrado con una corriente de resaca – que pueden ser comunes en el área del lago donde estaban, especialmente durante la tarde – y debido a eso, pasaron trabajo para volver al bote, que se encontraba sin ancla y, por lo tanto, pudo haberse desviado desde donde entraron al agua. Concluyó que Rivera muy probablemente "reunió suficiente energía para salvar a su hijo, pero no la suficiente para salvarse a sí misma", y señaló que Dorsey describió la forma en que su madre lo empujó hacia el bote.

## Búsqueda y recuperación
Después de que Dorsey fuera encontrado alrededor de las 5:00 p. m. el 6 de julio de 2020 en los Narrows, una zona del norte del lago que puede ser profunda y ventosa, se realizó una llamada al 911, y una operación formal de búsqueda y rescate fue lanzada. El bote fue revisado y se encontró un chaleco salvavidas de adulto en él, junto a los documentos de identidad de Rivera. Dorsey fue entrevistado en la tarde del 8 de julio. El vehículo de Rivera, un Mercedes G-Class negro, fue encontrado en el parqueadero del muelle.
La oficina de policía suspendió la operación de búsqueda y rescate esa tarde y la reanudó al día siguiente. El lago fue cerrado al público, mientras varios equipos de buceo de toda la región participaban en la búsqueda. El 9 de julio, el departamento de policía confirmó a NBC que Rivera había sido declarada como presuntamente muerta, y los esfuerzos de rescate se habrían cambiado a esfuerzos de recuperación. También revelaron un vídeo circuito de cámara de seguridad que muestra a Rivera y su hijo llegando al parqueadero y partiendo del muelle en el bote. El 10 de julio, el número de buzos involucrados en la investigación se había reducido de 100 a 40. El departamento de policía explicó que la visibilidad era tan baja que era más probable encontrar a Rivera usando radares de sonar. Además de equipos de buceo y de sonar, también se utilizaron perros rastreadores.
El 11 y el 12 de julio, los padres y el padrastro de Rivera, su hermano Mychal Rivera, su exesposo Ryan Dorsey y su amiga cercana y compañera de Glee Heather Morris se unieron al equipo de búsqueda en el lago. Morris había querido realizar su propia búsqueda en la costa y estuvo en contacto varias veces con el capitán de la policía a cargo de la búsqueda, Eric Buschow, a quien ya conocía. La oficina de policía disuadió a más civiles de intentar ayudar en la búsqueda debido al terreno peligroso. Reafirmaron que estaban buscando tanto en tierra como en el lago. El 11 de julio, la oficina de policía anunció que equipos de otros países y un contratista privado estaban ayudando en la búsqueda.
El 13 de julio, se anunció que un cuerpo había sido encontrado flotando en el Lago Piru por unos buceadores, una vez la búsqueda se reanudó en la mañana, alrededor de las 9:30 a. m. Se confirmó que era el cuerpo de Rivera, en una conferencia de prensa efectuada más tarde ese día. Buschow le dijo a los medios que el cuerpo había sido encontrado al norte de la zona Diablo Cove, y la oficina de policía explicó que muy probablemente el cuerpo había quedado atrapado en la vegetación bajo el agua antes de flotar a la superficie. Rivera fue declarada muerta de manera oficial el 13 de julio, lo que se puede constatar en su certificado de fallecimiento, aunque este documento afirma que murió "en cuestión de minutos".
El 14 de julio, el médico forense del condado de Ventura reveló el informe de una autopsia indicando que la causa de la muerte fue un ahogamiento accidental y que no hubo evidencia de lesión o intoxicación. El informe completo de toxicología se reveló al público el 11 de septiembre de 2020. En éste se menciona que se encontraron pequeñas cantidades de medicamentos recetados para la ansiedad, anfetamina y diazepam, en el sistema de Rivera, así como cafeína. También tenía un contenido insignificante de alcohol en la sangre en el momento de su muerte. La autopsia concluyó que ninguno de estos factores condujo a la intoxicación ni contribuyó a su muerte.

### Reacción pública a la desaparición
Los aficionados de Rivera publicaron mensajes de apoyo durante el tiempo de su desaparición, aunque algunos expresaron su "frustración" en las redes sociales cuando las autoridades pidieron repetidamente a los fanáticos que no intentaran adentrarse en los terrenos que están alrededor de la orilla del Lago Piru. Si bien Morris había sugerido inicialmente que lo haría, también se unió a las autoridades para pedirles a los civiles que se mantuvieran alejados, ya que podrían tener dificultades en el terreno rural. Poco después de que se informara la desaparición de Rivera, los fanáticos iniciaron una petición para que se colocaran carteles de advertencia sobre el peligro de nadar en el Lago Piru.
Otra actriz de Glee, Lea Michele, desactivó su cuenta de Twitter durante la desaparición de Rivera luego de convertirse en blanco de ataques de trols de internet. Mientras muchos de los actores de Glee se mantuvieron cercanos después de la finalización del show en 2015 y publicaron oraciones en redes sociales por su seguro rescate, Michele se mantuvo en silencio. En mayo y junio de 2020, Michele había sido objeto de críticas ya que algunos de sus compañeros de set la acusaron de tener un comportamiento desagradable e incluso racista durante las grabaciones, por lo que estuvo ausente en las redes sociales durante un tiempo. Años atrás, Rivera dio declaraciones públicas en contra de Michele, diciendo que era una persona muy difícil de tratar y que no se hablaron durante la última etapa del show, pero aclaró que no existía ninguna rivalidad entre ellas. Según reportaron algunos medios, Michele recibió amenazas de muerte por permanecer en silencio.

## Funeral
Rivera fue enterrada en el Forest Lawn Memorial Park en Hollywood Hills, Hollywood, un cementerio reconocido por la cantidad de celebridades que han sido enterradas allí, luego de un funeral privado al que asistieron familiares y amigos cercanos, incluidos miembros del elenco de Glee, el 24 de julio de 2020. La tumba de Rivera se encuentra ubicada dos espacios a la izquierda de la de Sandra Dee.

## Demanda
En noviembre de 2020, Ryan Dorsey, en nombre de él y del hijo de Rivera, Josey Dorsey, así como del patrimonio de Rivera, interpuso una demanda por homicidio culposo en contra del condado de Ventura y la administración del Lago Piru. La demanda asegura que no hubo señales para prevenir del peligro del lago y de nadar en él, y que el bote rentado por Rivera no contaba con los estándares de seguridad establecidos bajo la ley de California, especialmente porque no venía equipado con dispositivos de flotación, ni "con una escalera de acceso seguro, una cuerda adecuada, un ancla, una radio o cualquier mecanismo de seguridad para evitar que los nadadores se separen de sus botes". La demanda también presenta reclamos por imposición intencional de angustia emocional, declarando que “Es posible que Rivera no supiera si su hijo había llegado al bote, pero sí estaba segura de que estaba muriendo y ya no regresaría con él”, además de destacar la posterior publicación de informes de toxicología, al decir que fueron "intentos de desacreditar [a Rivera] en los medios y distraer la atención de su propia negligencia" por parte de los acusados.

## Reacciones
De acuerdo con los reportes de final de año de 2020, la muerte de Rivera fue ampliamente cubierta por los medios. El medio Mitú señaló que fue el octavo tema más buscado en Google, escribiendo que “en un año de pérdidas catastróficas, [...] la trágica pérdida de Naya Rivera [...] parece haber tocado una fibra sensible entre todos nosotros”, y medios de comunicación en Australasia describieron el ahogamiento como “una de las muertes de celebridades más escalofriantes” del año. Insider incluyó una fotografía de los miembros del elenco sosteniendo sus manos al lado de la costa del Lago Piru el 13 de julio entre el listado de las imágenes más poderosas del 2020.

### Figuras públicas
Los aficionados de Rivera compartieron homenajes después de que se revelara su muerte. Su familia les agradeció por el "desborde de amor” en un mensaje compartido el 15 de julio. El 13 de julio, el novio de Rivera, Jermaine Jones, hizo una publicación de Instagram expresando su dolor mientras destacaba el amor de Rivera por su hijo. Su ex-prometido, Big Sean, escribió una publicación el 19 de julio diciendo que era “una heroína”, haciendo referencia al momento en el que salvó a su hijo y también a lo que ella representaba para muchos. Su exesposo Ryan Dorsey no hizo ninguna declaración pública hasta después del funeral de Rivera, cuando posteó en Instagram para decir que aún encontraba su muerte difícil de creer, pero que tener a su hijo hacía más fácil sobrellevarlo “porque una parte de [Rivera] siempre estará con [él]”, prometiendo siempre recordarle a Josey quien era su madre. Otras reacciones de figuras públicas incluyen a notables políticos como Alexandria Ocasio-Cortez y Kamala Harris, quienes señalaron su impacto en crear una representación interseccional en la televisión de horario estelar; Demi Lovato, quien interpretó a la novia del personaje de Rivera en la quinta temporada de Glee, expresó sentimientos similares, escribiendo: "El personaje que interpretaste fue innovador para muchas chicas queer encerradas (en ese momento) como yo y tu ambición y tus logros inspiraron a las mujeres latinas de todo el mundo". Se hicieron gran cantidad de homenajes por parte de intérpretes de música, televisión, cine y teatro.

### Glee
Muchos de los excompañeros de Rivera en Glee, de los cuales algunos estuvieron reunidos en el lago rezando el 13 de julio poco antes de que su cuerpo fuera encontrado, también le rindieron homenaje. Jane Lynch fue una de las primeras en reaccionar después de su muerte, tuiteando “Dulce descanso, Naya. Qué gran fortaleza fuiste”, muchos otros miembros del elenco también la describieron como “una fortaleza”. Los creadores del show, Ryan Murphy, Ian Brennan y Brad Falchuk, anunciaron que estaban planeando empezar un fondo universitario para el hijo de Rivera, Josey. Heather Morris publicó fotos de sus hijos juntos, llamando a Rivera como una “amiga consistente y amorosa” que fue “el ser humano más fuerte y resiliente [que ella conoció]”, y compartió un video de ella bailando la canción de Rivera “Radio Silence” en homenaje.
Los medios señalaron que el cuerpo de Rivera fue encontrado en el aniversario de la muerte de su coestrella y amigo, Cory Monteith siete años antes; La canción que ella cantó en homenaje a él en Glee, “If I Die Young”, tuvo una oleada de reproducciones. Lea Michelle publicó imágenes en blanco y negro de Monteith y Rivera en Instagram para recordarlos a los dos, mientras que Max Adler tuiteó “Hola, 13 de julio” seguido de un emoji del dedo medio y John Lock tuiteó “hoy de todos los días”, como reacción a la muerte de sus compañeros de set. Otro miembro del elenco, Kevin McHale, tuiteó que “[él no es] religioso de ningún modo, pero sería difícil convencerlo de que Cory no los ayudó a encontrar a su amiga [Rivera] el día de hoy”. La madre de Monteith, Ann McGregor, también publicó un largo homenaje, escribiendo lo mucho que la amistad de Rivera significaba para su hijo y su familia, y dijo: “todos te llevaremos en nuestros corazones para siempre. Los extrañamos. Amigos reunidos para la eternidad”.

### Trabajo de Rivera
Rivera tuvo un rol protagónico en la serie de televisión Step Up, que fue renovada para una tercera temporada y movida al canal Starz en mayo de 2020: Rivera fue anunciada para continuar su rol mientras la serie era producida. Con la muerte de Rivera, la temporada tuvo que ser reescrita. Dos semanas después de su muerte, el sencillo “Supermassive Black Hole”, una canción de 2012 interpretada por 2Cellos en colaboración con Naya Rivera, apareció en las listas de popularidad, alcanzando la posición número 16 en el listado de Top 100 Classical Songs Chart de iTunes en la semana del 13 al 19 de julio de 2020, cayendo al número 81 la semana siguiente.
En febrero de 2020, poco después de que las filmaciones fueran canceladas por la pandemia del COVID 19, Rivera grabó un episodio del show de Netflix, Sugar Rush, como invitada especial, que sería lanzado el 31 de julio de 2020. Debido a la cercanía de su muerte con esa fecha, Netflix discutió con su familia y su mánager sobre el lanzamiento de este episodio; se anunció el día anterior al lanzamiento de la temporada que sería transmitido como se planeó, como una forma de rendirle tributo. Rivera hizo otra aparición póstuma en noviembre de 2020, en un episodio de The Eric Andre Show. Eric Andre dijo a IndieWire que, a pesar de que dijeron que nunca lanzarían fragmentos largos de entrevistas de celebridades, “casi pusieron una entrevista completa este año [...] con la de Naya Rivera porque ella tuvo muchos momentos divertidos en su entrevista que [ellos] no pudieron atisbar en el tiempo del episodio. [Ellos] iban a ponerlos pero luego ella falleció y no quisieron que se sintiera como si [ellos] estuvieran explotando su muerte o haciendo algo oscuro o extraño por marketing.”

### Lago Piru
El Lago Piru se mantuvo cerrado al público alrededor de un mes después de la muerte de Rivera. Aunque se preveía su reapertura para el 17 de agosto de 2020, los incendios de Holser entre la ciudad de Piru y el reservorio impidieron el acceso y el lago estuvo cerrado hasta el 20 de agosto. Si bien se reabrió para la pesca y la navegación, desde entonces está prohibido nadar en el lago.

### Controversia con Big Sean
Rivera empezó a salir con el artista Big Sean en abril de 2013, y estuvieron comprometidos entre octubre de 2013 y abril de 2014. Tuvieron una problemática separación y Big Sean rapeó sobre Rivera en su diss track “I Don’t Fuck with You”, a pesar de que ella le rogó que no lo hiciera. En una entrevista realizada poco después de su muerte, Big Sean declaró que a Rivera le había gustado la canción “I Don’t Fuck with You” cuando le preguntaron si se arrepentía de haber cantado sobre ella; Debido a que ella ya había expresado su disgusto por la canción, algunos aficionados se molestaron pues Big Sean parecía estar mintiendo sobre sus sentimientos para mejorar su propia imagen y “#BigSeanIsOverParty” empezó a ser tendencia en Twitter.
La entrevista se había realizado como parte de la promoción de su álbum Detroit 2; Después de que se lanzó el álbum, éste fue descrita como "polarizante", con Pitchfork exponiendo sus conflictos particularmente en torno a la canción “Lucky Me”, describiéndola como una "Insípida [...] insistencia en que las luchas personales de alguien podrían ser específicamente un problema para [Big Sean]", al describir los problemas que involucran a sus exnovias como una "pesadilla constante" para él. La reseña encontró esto desagradable a simple vista, y agregó que esos versos "[se vuelven] sociópatas cuando recuerdas que a principios de este verano, la ex novia de Big Sean, la actriz Naya Rivera, murió en un accidente de bote mientras salvaba la vida de su hijo".

## Homenajes
Un monumento para Rivera fue construido bajo el letrero del Lago Piru en los días posteriores a su muerte. A finales de julio de 2020, el director filipino Drama del Rosario agradeció a Rivera y su representación en su discurso de aceptación del Premio del Jurado en el PBS Short Film Festival, su cortometraje ganador explora cómo su familia aceptó su sexualidad después de ser expulsado de la secundaría, luego de que el personaje de Rivera, Santana López, los ayudará a entender, y dijo “ella es una prueba de cuánto el entretenimiento queer puede cambiar la vida de una familia al otro lado del mundo". Chris Colfer escribió un artículo para Variety en su honor. Para honrar a Rivera, los Gay Emmys del medio estadounidense Autostraddle reemplazaron su categoría “Best Coming Out Story award” por “Santana López Legacy Award For Outstanding Queer Teen Character'', debutando en la ceremonia de 2020.
La cantante Amber Riley (también actriz de Glee), bajo su nombre artístico RILEY, realizó una presentación en homenaje a Rivera en el episodio de Jimmy Kimmel Live! del 27 de agosto de 2020; El invitado especial Lil Rel Howery, otro amigo de la actriz, organizó el homenaje cuando uno de los invitados musicales se retiró e invitó a Riley para tomar su lugar. La presentación, transmitida en blanco y negro, incluyó un montaje de imágenes de la vida de Rivera proporcionados por su madre. Rivera fue incluida en el segmento In Memoriam de la 72 entrega de los Emmy Awards, apareciendo junto a Regis Philbin en el inicio del montaje, y, a pesar de no haber estado principalmente asociada a la música en 2020, también fue recordada de manera similar en los MTV Video Music Awards 2020, apareciendo junto a Chadwick Boseman al final del montaje. Cuando Boseman murió en agosto de 2020, su muerte fue vinculada a otras muertes inesperadas de jóvenes celebridades negras en 2020, particularmente Kobe Bryant y Rivera; La Associated Press y el Clarín nombraron la muerte de Rivera y de Boseman como las muertes de Hollywood más impactantes de 2020.
El 8 de abril de 2021, en la 32 entrega de los GLAAD Media Awards, gran cantidad de los miembros de Glee honraron a Rivera en un homenaje introducido por Demi Lovato.